# Bošice
Bošice falu és önkormányzat (obec) Csehország Dél-csehországi kerületének Prachaticei járásában. Területe 8,34 km², lakosainak száma 290 (2009. 12. 31). A falu Prachaticétől mintegy 14 km-re északnyugatra, České Budějovicétől 48 km-re nyugatra, és Prágától 120 km-re délre fekszik.
A település első írásos említése 1315-ből származik.

## Az önkormányzathoz tartozó települések
- Bošice
- Budilov
- Hradčany
- Záhoří

## Népesség
A település népessége az elmúlt években az alábbi módon változott:
| Lakosok száma | 801  | 888  | 823  | 528  | 352  | 294  | 320  | 333  | 351  | 377  |
|               | 1869 | 1890 | 1921 | 1950 | 1980 | 2001 | 2017 | 2019 | 2022 | 2024 |